# كأس ملك إسبانيا 1909
كأس ملك إسبانيا 1909 (بالإسبانية: Copa del Rey de Fútbol 1909) هو الموسم 7 من  كأس ملك إسبانيا. كان عدد الأندية المشاركة فيه  5، وفاز فيه ريال سوسيداد.